# Flotylla Wiślana

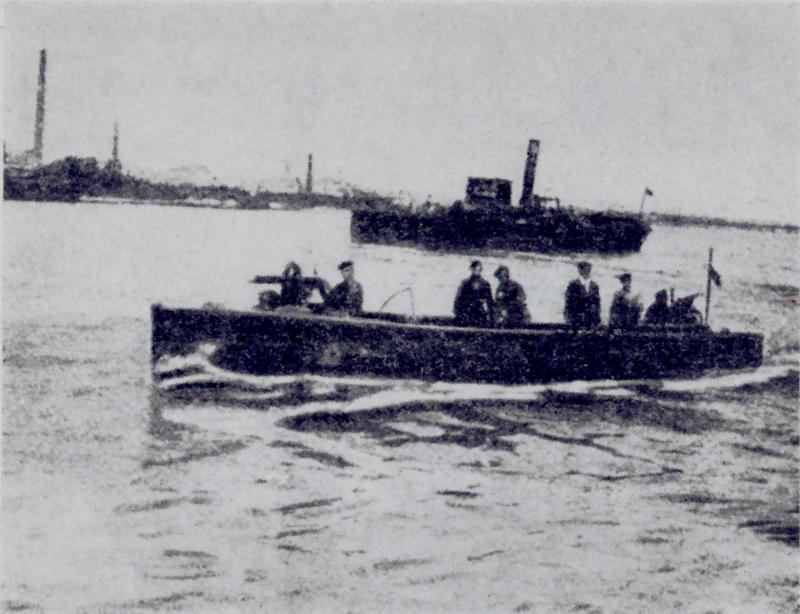
Motorówka uzbrojona, w głębi „Stefan Batory”.
1920

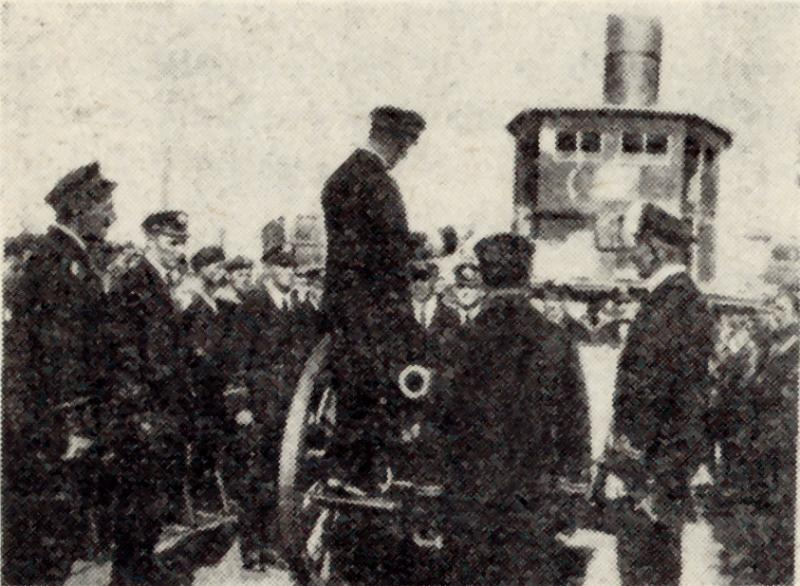
Działo na pokładzie „Stefana Batorego”.
1920

Flotylla Wiślana – pierwotnie jednostka wchodząca w skład austriacko-węgierskiej marynarki wojennej. Powołana do życia podczas konfliktów bałkańskich pod koniec 1912 w oparciu o instrukcję z 1911. W celu jej utworzenia zostały zajęte statki parowe pływające na Wiśle należące do prywatnych armatorów jako pierwsze jednostki pływające weszły w jej skład statki: Dunajec, Kopernik, Krystyna Melsztyn, Tyniec, Wanda i Wawel, uzbrojone w 3,7 cm armaty morskie L26). Wszystkie pływały pod polskimi nazwami. Pod koniec 1913 statki ponownie rozbrojono. W momencie wybuchu I wojny światowej statki ponownie uzbrojono. Flotylla działała do zakończenia I wojny światowej na Wiśle i Bugu, gdzie przeniesiono część jednostek w celu zapewnienia transportu. Poza działaniami bojowymi w sierpniu i wrześniu 1914 Flotylla Wiślana charakteryzowała się głównie służbą transportową.
Podobnie Rosjanie i Niemcy utworzyli flotylle na Wiśle, których jednostki miały nazwy rosyjsko- lub niemieckojęzyczne, nie odegrały one jednak żadnej roli w działaniach bojowych. Po wyzwoleniu Krakowa spod władzy zaborcy austriackiego w dniu 31 października 1918 nastąpiło przejmowanie majątku należącego do armii zaborcy. Płk. Roja, który objął władzę wojskową w Krakowie w dniu 3 listopada wydał rozkaz upoważniający kpt. Władysława Nawrockiego do przejęcia statków należących do austriacko-węgierskiej Flotylli Wiślanej i utworzenia pierwszej w porozbiorowych dziejach Polski jednostki Marynarki Wojennej – Flotylli Wiślanej.
Prawdopodobnie 12 listopada 1918, na bazie jednostek przejętych od Austro-Węgier, z dniem 1 listopada powstała Polska Flotylla Wiślana w Krakowie pod dowództwem kpt. Władysława Nawrockiego, a z jednostek przejętych od Niemców w Warszawie i Modlinie powstała Flotylla Wiślana w Modlinie, dowodzona przez płk mar. Bogumiła Nowotnego.
Z dniem 23 grudnia 1918 obie flotylle, krakowska (Polska Flotylla Wiślana) i warszawska (Flotylla Wiślana) zostały połączone we Flotyllę Wiślaną jako część Polskiej Marynarki Wojennej działająca w dorzeczu Wisły.
Statki pozostawione przez Niemców w listopadzie 1918 i wcielone do flotylli:
- „Warta”
- „Bug”
- „Różycki”
- „Bartosz Głowacki”
- „Neptun”
- kilka uzbrojonych motorówek

Prywatne statki wiślane wcielone w 1920, zwrócone w 1926:
- „Kiliński”
- „Neptun”
- „Wyspiański”
- „Stefan Batory”
- „Minister”
- „Sobieski”
- „Moniuszko” (14 sierpnia 1920 ostrzelany i osadzony na mieliźnie, śmierć poniósł dowódca ppor. Jerzy Pieszkański[1])
- „Warneńczyk”
- „Andrzej Zamoyski”
- „Kopernik”
- „Melsztyn”
- „Maria”
- „Kraszewski”

Okręty (monitory) zamówione przez Polska Marynarkę Wojenną w styczniu 1920 r.
- „Pińsk”,
- „Toruń” (eks-„Mozyrz”),
- „Warszawa” (Okręt flagowy).

Wszystkie te jednostki nie uzyskały gotowości bojowej na czas, aby zdążyć wziąć udziału w działaniach bojowych wojny polsko-bolszewickiej. Po rozwiązaniu Flotylli z dniem 1 października 1925 r. wszystkie te jednostki weszły w skład Flotylli Pińskiej.
Oficerem, a potem komendantem niewymienionego wyżej „statku wojennego” (nomenklatura ówczesna) Flotylli Wiślanej – „Wisła” był od kwietnia 1919 do końca 1920 Heliodor Laskowski.
Flotylla Wiślana została rozwiązana z dniem 1 października 1925.
Polskie okręty ponownie pojawiły się na Wiśle w 1939 roku jako Oddział Wydzielony Rzeki Wisły, ale nie odegrał on praktycznie żadnej roli w kampanii wrześniowej.